# Dicranomyia (Dicranomyia) melanoptera
Dicranomyia (Dicranomyia) melanoptera is een tweevleugelige uit de familie steltmuggen (Limoniidae). De soort komt voor in het Oriëntaals gebied.